# ليندساي كروس
ليندسي لكراوس (بالإنجليزية: Lindsay Crouse)‏ هي ممثلة أمريكية، ولدت في 12 مايو 1948 بنيويورك في الولايات المتحدة. من الجوائز التي نالتها جائزة المسرح العالمي سنة 1992.

## أعمال

### أفلام
- (1976) كل رجال الرئيس[7]
- (1982) الحكم[8]
- (1984) أماكن في القلب
- (1999) المطلع[9]
- (2007) السيد بروكس[10]

### مسلسلات
- فلاش فورورد

## جوائز وترشيحات
جوائز
- جائزة المسرح العالمي (1992)

ترشيحات
- جائزة الأوسكار لأفضل ممثلة مساعدة، عن عمل: أماكن في القلب (1984)

## وصلات خارجية
- ليندساي كروس على موقع IMDb (الإنجليزية)
- ليندساي كروس على موقع ألو سيني (الفرنسية)
- ليندساي كروس على موقع ميوزك برينز (الإنجليزية)
- ليندساي كروس على موقع أول موفي (الإنجليزية)
- ليندساي كروس على موقع قاعدة بيانات برودواي على الإنترنت (الإنجليزية)
- ليندساي كروس على موقع قاعدة بيانات برودواي على الإنترنت (الإنجليزية)
- ليندساي كروس على موقع قاعدة بيانات الأفلام السويدية (السويدية)
- ليندساي كروس على موقع إن إن دي بي (الإنجليزية)
- ليندساي كروس على موقع ديسكوغز (الإنجليزية)
- ليندساي كروس على موقع قاعدة بيانات الفيلم (الإنجليزية)